# Пам'ятки історії Новосанжарського району
У Новосанжарському районі Полтавської області нараховується 73 пам'ятки історії.
| #  | назва                                                                                               | адреса                                                                  | роки події            | роки встановлення | автор                                   | матеріали                       | розміри                                                                          | рішення |
| -- | --------------------------------------------------------------------------------------------------- | ----------------------------------------------------------------------- | --------------------- | ----------------- | --------------------------------------- | ------------------------------- | -------------------------------------------------------------------------------- | ------- |
| 1  | Братська могила учасників становлення радянської влади                                              | смт Нові Санжари, кладовище                                             | 1920—1921             | 1969              | ск. В. Гапон                            | вис. — 4,2 м                    | –                                                                                |         |
| 2  | Могила борця за встановлення радянської влади І. П. Верховського                                    | смт Нові Санжари, кладовище                                             | 1893—1976             | 1976              | Місцеві майстри                         | вис. 1,8 м                      | –                                                                                |         |
| 3  | Пам'ятний знак в пам'ять активного борця за встановлення радянської влади П. П. Забедейка           | смт Нові Санжари,                                                       |                       |                   |                                         |                                 |                                                                                  |         |
|    | | вул. П. П. Забедейка                                                    |                       |                   |                                         |                                 |                                                                                  |         |
| 4  | Пам'ятний знак в пам'ять земляка Героя Радянського Союзу І. Т. Горбенка                             | смт Нові Санжари,                                                       |                       |                   |                                         |                                 |                                                                                  |         |
|    | | вул. І. Т. Горбенка                                                     |                       |                   |                                         |                                 |                                                                                  |         |
| 5  | Братська могила радянських воїнів                                                                   | смт Нові Санжари, кладовище                                             | 1943—1945             | 1965, рест. 1975  | Місцеві майстри                         | вис. 3 м                        |                                                                                  |         |
| 6  | Пам'ятний знак полеглим радянським воїнам-визволителям та воїнам-землякам                           | смт Нові Санжари, біля парку «Перемога»                                 | 1941—1945             | 1976              | Харківський скульптурний комбінат       | вис. ск. — 2,2 м, пост. — 2,2 м |                                                                                  |         |
| 7  | Пам'ятник на честь 200-річчя Полтавської битви у 1709 році                                          | смт Нові Санжари                                                        | 1709—1909             | 1965              | Місцеві майстри                         | вис. 2,4 м                      | –                                                                                |         |
| 8  | Братська могила радянських воїнів                                                                   | с. Великий Кобелячок                                                    | 1943                  | 1945              | Місцеві майстри                         | вис. 2,5 м                      | –                                                                                |         |
| 9  | Пам'ятник полеглим воїнам-землякам                                                                  | с. Великий Кобелячок                                                    | 1941—1945             | 1958              | Харківський скульптурний комбінат       | вис. — 4,5 м                    | –                                                                                |         |
| 10 | Пам'ятний знак полеглим воїнам-землякам                                                             | с. Попове                                                               | 1941—1945             | 1958              | Харківський скульптурний комбінат       | вис. ск. — 2,5 м, пост. — 3,2 м |                                                                                  |         |
| 11 | Пам'ятний знак полеглим воїнам-землякам                                                             | с. Шовкопляси                                                           | 1941—1945             | 1970              | Харківський скульптурний комбінат       | вис. ск. — 3,0 м, пост. — 1,5 м |                                                                                  |         |
| 12 | Братська могила радянських воїнів                                                                   | с. Великі Солонці, подвір'я школи                                       | 1943                  | 1958              | Місцеві майстри                         | вис. 1,8 м                      | –                                                                                |         |
| 13 | Пам'ятний знак полеглим воїнам-землякам                                                             | с. Великі Солонці                                                       | 1941—1945             | 1958              | ск. А. Білостоцький, арх. О. Супрун     | вис. ск. — 2,1 м, пост. — 4,8 м |                                                                                  |         |
| 14 | Пам'ятний знак полеглим воїнам-землякам                                                             | с. Галущина Гребля                                                      | 1941—1945             | 1967              | Харківський скульптурний комбінат       | вис. ск. — 3,6 м, пост. — 0,3 м |                                                                                  |         |
| 15 | Пам'ятний знак полеглим воїнам-землякам                                                             | с. Зачепилівка                                                          | 1941—1945             | 1967              | Місцеві майстри                         | вис. 2,5 м                      | –                                                                                |         |
| 16 | Братська могила радянських воїнів, серед яких поховано Героя Радянського Союзу М. І. Колбасова      | с. Драбинівка                                                           | 1943                  | 1958              | Харківський скульптурний комбінат       | вис. ск. — 2,7 м, пост. — 4,0 м |                                                                                  |         |
| 17 | Пам'ятний знак полеглим воїнам-землякам                                                             | с. Драбинівка, кладовище                                                | 1941—1945             | 1965              | Місцеві майстри                         | вис. 2,5 м                      | –                                                                                |         |
| 18 | Меморіальна дошка на честь Героя Радянського Союзу В. А. Дігтярьова                                 | с. Драбинівка, школа                                                    | 1903—1944             | 1976              | Полтавські художньо-виробничі майстерні | 0,5 х 0,85 м                    | Постанова бюро Полтавського обкому партії та облвиконкому № 20 від 14.03.1975 р. |         |
| 19 | Пам'ятний знак полеглим воїнам-землякам                                                             | с. Довга Пустош, кладовище                                              | 1941—1945             | 1975              | Місцеві майстри                         | вис. 2,0 м                      | –                                                                                |         |
| 20 | Братська могила радянських воїнів, пам'ятний знак полеглим воїнам-землякам                          | с. Крута Балка, меморіальний комплекс                                   | 1943, 1941—1945       | 1958              | Харківський скульптурний комбінат       | вис. ск. — 2,6 м, пост. — 3,0 м |                                                                                  |         |
| 21 | Братська могила радянських воїнів, пам'ятний знак полеглим воїнам-землякам                          | с. Кунцеве, меморіальний комплекс                                       | 1941, 1943, 1941—1945 | 1958              | ск. О. Савельєв                         | вис. ск. — 2,5 м, пост. — 2,6 м |                                                                                  |         |
| 22 | Пам'ятний знак полеглим воїнам-землякам                                                             | с. Клюсівка, кладовище                                                  | 1941—1945             | 1965              | Місцеві майстри                         | вис. 2,7 м                      | –                                                                                |         |
| 23 | Пам'ятний знак полеглим воїнам-землякам                                                             | с. Клюсівка, куток Живилівка, кладовище                                 | 1941—1945             | 1965              | Місцеві майстри                         | вис. 2,8 м                      | –                                                                                |         |
| 24 | Братська могила радянських воїнів, пам'ятний знак полеглим воїнам-землякам                          | с. Кустолове, кладовище, меморіальний комплекс                          | 1943, 1941—1945       | 1958              | Місцеві майстри                         | вис. 2,0 м                      | –                                                                                |         |
| 25 | Пам'ятний знак полеглим воїнам-землякам                                                             | с. Кустолове, центр                                                     | 1941—1945             | 1958              | Харківський скульптурний комбінат       | вис. ск. — 2,9 м, пост. — 1,9 м |                                                                                  |         |
| 26 | Братська могила радянських воїнів, пам'ятний знак полеглим воїнам-землякам                          | с. Богданівка, кладовище, меморіальний комплекс                         | 1943, 1941—1945       | 1966              | Місцеві майстри                         | вис. 4,0 м                      | –                                                                                |         |
| 27 | Братська могила радянських воїнів, пам'ятний знак полеглим воїнам-землякам                          | с. Варварівка, кладовище, меморіальний комплекс                         | 1943, 1941—1945       | 1966, 1975        | ск. Андреєва,                           | вис. ск. — 2,4 м                | –                                                                                |         |
|    | |                                                                         |                       |                   | арх. Прохоренко                         | пост. — 0,5 м                   |                                                                                  |         |
| 28 | Пам'ятний знак полеглим воїнам-землякам                                                             | с. Малі Солонці                                                         | 1941–1945             | 1975              | ск. Андреєва,                           | вис. ск. — 2,9 м,               | –                                                                                |         |
|    | |                                                                         |                       |                   | арх. Прохоренко                         | пост. –                         |                                                                                  |         |
|    | |                                                                         |                       |                   |                                         | 1,85 м                          |                                                                                  |         |
| 29 | Братська могила радянських воїнів, пам'ятний знак полеглим воїнам-землякам                          | с. Лелюхівка, меморіальний комплекс                                     | 1943, 1941—1945       | 1958              | Харківський скульптурний комбінат       | вис. ск. — 2,9 м, пост. — 1,8 м |                                                                                  |         |
| 30 | Братська могила радянських воїнів                                                                   | с. Лелюхівка, кладовище                                                 | 1943                  | 1974              | Полтавські художньо-виробничі майстерні | вис. 2,25 м                     | –                                                                                |         |
| 31 | Пам'ятний знак полеглим воїнам-землякам                                                             | с. Забрідки, подвір'я школи                                             | 1941–1945             | 1975              | Місцеві майстри                         | вис. 3,0 м                      | –                                                                                |         |
| 32 | Пам'ятний знак полеглим воїнам-землякам                                                             | с. Лівенське                                                            | 1941–1945             | 1967              | Харківський скульптурний комбінат       | вис. ск. — 2,3 м, пост. –       |                                                                                  |         |
|    | |                                                                         |                       |                   |                                         | 2,75 м                          |                                                                                  |         |
| 33 | Пам'ятний знак полеглим воїнам-землякам                                                             | с. Шедіїве                                                              | 1941–1945             | 1963              | Харківський скульптурний комбінат       | вис. ск. — 2,3 м, пост. — 1,9 м |                                                                                  |         |
| 34 | Могила радянського воїна А. О. Самогіна, пам'ятний знак полеглим воїнам-землякам                    | с. Малий Кобелячок, кладовище, меморіальний комплекс                    | 1943, 1941—1945       | 1966              | Місцеві майстри                         | вис. 1,85 м                     | –                                                                                |         |
| 35 | Пам'ятний знак полеглим воїнам-землякам                                                             | с. Малий Кобелячок, центр                                               | 1941—1945             | 1958              | Харківський скульптурний комбінат       | вис. ск. — 2,1 м, пост. — 2,9 м |                                                                                  |         |
| 36 | Братська могила радянських воїнів, пам'ятний знак полеглим воїнам-землякам                          | с. Горобці, меморіальний комплекс                                       | 1943, 1941—1945       | 1958              | Харківський скульптурний комбінат       | вис. ск. — 2,2 м, пост. — 2,9 м |                                                                                  |         |
| 37 | Група одиноких могил (38) радянських воїнів, жертв фашизму, пам'ятний знак полеглим воїнам-землякам | с. Мала Перещепина, біля Будинку культури, центр, меморіальний комплекс | 1941—1943, 1941—1945  | 1958              | Харківський скульптурний комбінат       | вис. ск. — 2,0 м, пост. — 3,0 м |                                                                                  |         |
| 38 | Могила радянського воїна В.Бородіна                                                                 | с. Мала Перещепина, куток Червоне село                                  | 1943                  | 1958              | Місцеві майстри                         | вис. 2,0 м                      | –                                                                                |         |
| 39 | Пам'ятний знак полеглим воїнам-землякам                                                             | с. Лисівка, центр                                                       | 1941—1945             | 1966              | Харківський скульптурний комбінат       | вис. ск. — 2,3 м, пост. — 2,0 м |                                                                                  |         |
| 40 | Могила Героя Соціалістичної Праці П. Ф. Бровка                                                      | с. Лисівка, кладовище                                                   | 1896—1975             | 1975              | Місцеві майстри                         | вис. 1,2 м                      | –                                                                                |         |
| 41 | Могила Героя Соціалістичної Праці І. З. Крупка                                                      | с. Лисівка, кладовище                                                   | 1904—1970             | 1970              | Місцеві майстри                         | вис. 1,2 м                      | –                                                                                |         |
| 42 | Могила Героя Соціалістичної Праці М. М. Демченко                                                    | с. Лисівка,                                                             | 1902—1978             | 1978              | Місцеві майстри                         | вис. 1,2 м                      | –                                                                                |         |
|    | | кладовище                                                               |                       |                   |                                         |                                 |                                                                                  |         |
| 43 | Пам'ятний знак полеглим воїнам-землякам                                                             | с. Маньківка                                                            | 1941—1945             | 1980              | Місцеві майстри                         | вис. 2,0 м                      | –                                                                                |         |
| 44 | Братська могила учасників встановлення радянської влади і жертв фашизму                             | с. Писарівка, центр                                                     | 1921, 1941—1943       | 1945              | Місцеві майстри                         | вис. 2,0 м                      | –                                                                                |         |
| 45 | Могила радянського воїна, пам'ятний знак полеглим воїнам-землякам                                   | с. Писарівка, кладовище, меморіальний комплекс                          | 1943, 1941—1945       | 1958              | Місцеві майстри                         | вис. 3,5 м                      | –                                                                                |         |
| 46 | Пам'ятний знак полеглим воїнам-землякам                                                             | с. Писарівка, центр                                                     | 1941—1945             | 1958              | Харківський скульптурний комбінат       | вис. ск. — 2,1 м, пост. — 1,1 м |                                                                                  |         |
| 47 | Пам'ятний знак полеглим воїнам-землякам                                                             | с. Пологи                                                               | 1941—1945             | 1966              | Харківський скульптурний комбінат       | вис. ск. — 2,3 м, пост. — 2,1 м |                                                                                  |         |
| 48 | Братська могила радянських воїнів                                                                   | с. Пристанційне, ст. Пристанційна, біля перону                          | 1943                  | 1943, рек. 1989   | Місцеві майстри                         | вис. 2,0                        | –                                                                                |         |
| 49 | Братська могила жертв фашизму                                                                       | с. Пристанційне, околиця                                                | 1941—1943             | 1975              | Полтавські художньо-виробничі майстерні | вис. 1,8 м                      | –                                                                                |         |
| 50 | Пам'ятний знак полеглим воїнам-землякам                                                             | с. Пристанційне, кладовище                                              | 1941—1945             | 1967              | Місцеві майстри                         | вис. 3,0 м                      | –                                                                                |         |
|    | | с. Деркачівка                                                           |                       |                   |                                         |                                 |                                                                                  |         |
| 51 | Братська могила воїнів громадянської і Великої Вітчизняної воєн                                     | с. Маячка, центр                                                        | 1920, 1943            | 1967              | Місцеві майстри                         | вис. 3,5 м                      | –                                                                                |         |
| 52 | Пам'ятний знак полеглим воїнам-землякам                                                             | с. Маячка, кладовище                                                    | 1941—1945             | 1964              | Харківський скульптурний комбінат       | вис. ск. — 2,3 м, пост. — 0,4 м |                                                                                  |         |
| 53 | Пам'ятник трудової Слави — трактор «ХТЗ»                                                            | с. Маячка, центр                                                        | –                     | 1966              | Місцеві майстри                         | вис. 1,1 м                      | –                                                                                |         |
| 54 | Група братських могил (10) радянських воїнів                                                        | с. Нехвороща, кладовище, військова дільниця                             | 1943                  | 1977              | Місцеві майстри                         | вис. 1,7 м                      | –                                                                                |         |
| 55 | Братська могила радянських воїнів                                                                   | с. Нехвороща, центр                                                     | 1943                  | 1959              | Харківський скульптурний комбінат       | вис. ск. — 2,5 м, пост. — 2,8 м |                                                                                  |         |
| 56 | Могила учасника встановлення радянської влади М. А. Пугача                                          | с. Нехвороща, центр                                                     | 1891—1921             | 1966              | Місцеві майстри                         | вис. 1,1 м                      | –                                                                                |         |
| 57 | Могила Героя Соціалістичної Праці П. Л. Харченка                                                    | с. Нехвороща, кладовище третього                                        | 1890—1972             | 1972              | Місцеві майстри                         | вис. 1,1 м                      | –                                                                                |         |
|    | | відділення                                                              |                       |                   |                                         |                                 |                                                                                  |         |
|    | | колгоспу                                                                |                       |                   |                                         |                                 |                                                                                  |         |
| 58 | Могила радянського воїна, пам'ятний знак полеглим воїнам-землякам                                   | с. Полузір'я, меморіальний комплекс                                     | 1943, 1941—1945       | 1957              | Харківський скульптурний комбінат       | вис. ск. — 2,4 м, пост. — 2,0 м |                                                                                  |         |
| 59 | Могила учасника встановлення радянської влади Н. М. Тетянка (Степового)                             | с. Судіївка, кладовище                                                  | 1896—1919             | 1930              | Місцеві майстри                         | вис. 1,8 м                      | –                                                                                |         |
| 60 | Пам'ятний знак полеглим воїнам-землякам                                                             | с. Судіївка                                                             | 1941—1945             | 1958              | Харківський скульптурний комбінат       | вис. ск. — 2,4 м, пост. — 3,1 м |                                                                                  |         |
| 61 | Братська могила радянських воїнів, пам'ятний знак полеглим воїнам-землякам                          | с. Решетники (Старі Санжари), центр, меморіальний комплек               | 1941, 1943, 1941—1945 | 1958              | Харківський скульптурний комбінат       | вис. ск. — 2,5 м, пост. — 1,6 м |                                                                                  |         |
| 62 | Пам'ятний знак полеглим воїнам-землякам                                                             | с. Решетники (Старі Санжари)                                            | 1941—1945             | 1958              | Місцеві майстри                         | вис. 2,0 м                      | –                                                                                |         |
| 63 | Меморіальна дошка на честь Героя Радянського Союзу І. Г. Решетника                                  | с. Решетники (Старі Санжари)                                            | 1924—1945             | 1977              | Полтавські художньо-виробничі майстерні | 0,5 х 1,0 м                     | Постанова бюро Полтавського обкому партії та облвиконкому № 20 від 14.03.1975 р. |         |
| 64 | Група братських могил (18) радянських воїнів                                                        | с. Руденківка, кладовище, військова дільниця                            | 1943                  | 1958              | Місцеві майстри                         | вис. 2,3 м                      | –                                                                                |         |
| 65 | Пам'ятний знак полеглим воїнам-землякам                                                             | с. Руденківка, центр                                                    | 1941—1945             | 1958              | Харківський скульптурний комбінат       | вис. ск. — 2,7 м, пост. — 1,7 м |                                                                                  |         |
| 66 | Пам'ятний знак полеглим воїнам-землякам                                                             | с. Соколова Балка                                                       | 1941—1945             | 1963              | Харківський скульптурний комбінат       | вис. ск. — 2,5 м, пост. — 2,8 м |                                                                                  |         |
| 67 | Пам'ятний знак полеглим воїнам-землякам                                                             | с. Андріївка, парк                                                      | 1941–1945             | 1963              | Харківський скульптурний комбінат       | вис. ск. — 3,1 м, пост. — 1,7 м |                                                                                  |         |
| 68 | Пам'ятний знак полеглим воїнам-землякам                                                             | с. Світлівщина                                                          | 1941–1945             | 1966              | Харківський скульптурний комбінат       | вис. ск. — 2,3 м, пост. — 2,3 м |                                                                                  |         |
| 69 | Могили (4) учасників встановлення радянської влади                                                  | с. Коби                                                                 | 1921, 1931            | 1950              | Місцеві майстри                         | вис. 2,3 м                      | –                                                                                |         |
| 70 | Братська могила радянських воїнів                                                                   | с. Стовбина Долина                                                      | 1941, 1943            | 1955              | Харківський скульптурний комбінат       | вис. ск. — 2,2 м, пост. — 2,5 м |                                                                                  |         |
| 71 | Могила воїнів громадянської                                                                         | с. Стовбина Долина, кладовище                                           |                       |                   |                                         |                                 |                                                                                  |         |
|    | і Великої Вітчизняної воєн                                                                          |                                                                         |                       |                   |                                         |                                 |                                                                                  |         |
| 72 | Пам'ятний знак полеглим воїнам-землякам                                                             | с. Супротивна Балка                                                     | 1941–1945             | 1975              | арх. М. Кальницький                     | вис. ск. — 3,5 м, пост. — 1,8 м |                                                                                  |         |
| 73 | Братська могила радянських воїнів, пам'ятний знак полеглим воїнам-землякам                          | с. Суха Маячка, меморіальний комплекс                                   | 1943, 1941—1945       | 1957              | Харківський скульптурний комбінат       | вис. ск. — 2,1 м, пост. — 1,8 м |                                                                                  |         |
|    | |                                                                         |                       |                   |                                         |                                 |                                                                                  |         |